# Proconura parvula
Proconura parvula är en stekelart som först beskrevs av Girault och Alan Parkhurst Dodd 1915.  Proconura parvula ingår i släktet Proconura och familjen bredlårsteklar. Inga underarter finns listade i Catalogue of Life.